# Ченгет-Сай
Ченгет-Сай (кирг. Чаңгет-Сай) — село в Сузакском районе Джалал-Абадской области Кыргызстана. Входит в состав Барпынского айылного аймака.

## География
Село расположено в юго-восточной части области, на правом берегу реки Чангет, на расстоянии приблизительно 7 километров (по прямой) к востоку от села Сузак, административного центра района. Абсолютная высота — 763 метра над уровнем моря.

## Население
Согласно оценочным данным Национального статистического комитета Кыргызской Республики, численность населения села на начало 2023 года составляла 969 человек.
| год     | 2009 | 2014 | 2015 | 2020 | 2021 | 2023 |
| ------- | ---- | ---- | ---- | ---- | ---- | ---- |
| человек | 748  | 765  | 768  | 923  | 939  | 969  |